# Niels Henrik Abel
Niels Henrik Abel (Nedstrand, 5. kolovoza 1802. – Froland, 6. travnja 1829.), norveški matematičar.
Istakao se radovima na polju više algebre, teorije grupa, integralnog računa i teorije eliptičnih funkcija. Njegova djela izdana su tek 1839. godine.

## Rani život
Abel je rođen u Nedstrandu, blizu Finnøya, kao sin Sørena Georga Abela i Anne Marie Simonsen, "kćerke brodskog trgovca." Abelov otac diplomirao je teologiju i filozofiju, a njegov djed je bio aktivni protestantski ministar u Gjerstadu, blizu Risøra. Nakon djedove smrti, Abelov otac je postavljen za ministra u Gjerstadu. 1815. godine, Abel je upisao Katedralnu školu u Oslu. Novi učitelj matematike, Bernt Michael Holmboe, došao je 1817. godine. Kada je uočio Abelov talent za matematiku, poticao ga je da studira matematiku na naprednijem nivou. Kada je Abelov otac umro 1820. godine, obitelj je ostavljena u teškoj situaciji, a Holmboe je podržao Abela sa stipendijom kako bi on ostao u školi, te je čak posudio novac od prijatelja kako bi omogućio Abelu studiranje na Sveučilištu kralja Fredericka. Abel je započeo studije 1821. godine, a diplomirao je 1822. godine.

## Poveznice
- Abelova grupa
- Abelova kategorija
- Abelova raznolikost
- Abelova transformacija
- Sumiranje po dijelovima
- Abelov teorem
- Abelova funkcija
- Abelov identitet
- Abelova nejednakost
- Abelova jednakost

## Dalje čitanje
- Livio, Mario. 2005. The Equation That Couldn't be Solved. Simon & Schuster. New York. ISBN 0743258215
- Stubhaug, Arild. 2000. Niels Henrik Abel and his Times. Springer. ISBN 3540668349 - translated by Richard R. Daly

## Vanjske poveznice
- Sa stranice Abelove nagrade:
  - Biography by Arild Stubhaug
  - Scientific biography by Christian Houzel
  - Collected works
  - Handwritten manuscripts
  - Memorabilia
- Biography of Niels Henrik Abel
- Translation of Niels Henrik Abel's Research on Elliptic Functions at Convergence
- Famous Quotes by Niels Henrik Abel at Convergence
- The Niels Henrik Abel mathematical contest, The Norwegian Mathematical Olympiad